# 朽木綱張
朽木 綱張（くつき つなはる/つなばり）は、丹波国福知山藩の第12代藩主。福知山藩朽木家13代。

## 生涯
文化13年（1816年）8月6日、近江国膳所藩主・本多康禎の次男として生まれる。朽木家では第5代藩主玄綱から第6代・綱貞への相続以来、代々玄綱の系統と綱貞の系統の間で両統迭立の形で順養子を重ねてきたが、第11代・朽木綱条が養嗣子としていた綱紀（10代綱方の実子）が早世した。代わって、綱方の次女（綱紀の姉妹）の婿として綱張が養子に迎えられた。天保5年（1834年）11月1日、11代将軍徳川家斉に拝謁する。同年12月16日、従五位下・河内守に叙任する。後に近江守に改める。天保7年（1836年）7月29日、綱条の死去により家督を継いだ。
天保13年2月12日、大坂加番を命じられる。弘化3年（1846年）6月18日、奏者番に就任する。文久元年（1861年）5月26日、奏者番を辞任する。慶応元年（1865年）3月4日、再び奏者番に就任する。
藩財政難を再建するため、原井惣左衛門、市川儀右衛門らを登用したが、彼らは改革と称して百姓から重税を取り立てる悪政を布いた。このため、万延元年（1860年）8月に大規模な百姓一揆が起こり、両名は責任者として切腹となり、さらに綱張も奏者番を辞職に追い込まれた。
幕末期は佐幕派として摂津国の海防警備、禁門の変、第二次長州征討に参加したが、慶応3年（1867年）2月25日、中風が原因で福知山で死去した。享年52。
綱張は綱条の娘の婿の紘綱を養嗣子としていたが早世したため、実子（長男）の為綱が跡を継いだ。

## 系譜
- 父：本多康禎（1787年 - 1848年）
- 母：不詳
- 養父：朽木綱条（1801年 - 1836年）
- 正室：健 - 朽木綱方の娘
- 継室：伸子 - 本多助賢の娘
- 生母不明の子女
  - 長男：朽木為綱（1845年 - 1883年）
  - 男子：蹇之助
  - 女子：朽木綱鑑正室
- 養子
  - 男子：朽木紘綱（1835年 - 1854年） - 米倉昌寿の五男
  - 女子：建部政和継室 - 朽木綱条の娘